# 王国之心 (游戏)
《王國之心》是由史克威尔（现史克威尔艾尼克斯）开发，并于2002年在PlayStation 2平台首發的电子角色扮演游戏（RPG）。是华特迪士尼公司旗下的迪士尼互動工作室與史克威尔（因开发最終幻想系列而聞名的游戏公司）合作所製作的遊戲。
首部作品《王國之心》於2002年3月28日在日本發售，遊戲中除了原創角色外亦包括一些迪士尼卡通角色與最終幻想的遊戲角色飾演配角和召喚人物，並以最終幻想系列的角色扮演遊戲特色配合迪士尼華麗的動畫。此作推出後隨即深受好評。遊戲邀請到日本女歌手宇多田光演唱主題曲《光》（美版和Final Mix版的主題歌為《Simple and Clean》）。本作的PS2版本全球銷達640萬套。
2002年12月26日，迪士尼與史克威尔再度於PS2上推出《王國之心 FINAL MIX》，又稱《王國之心國際版》，因其是將《王國之心》遊戲中的角色配音從原先的日語改以英語發售，但保留了日文選單和字幕，可以看作是將美版逆向移植後的加強版。
後來於2003年4月1日，史克威尔與《勇者鬥惡龍》系列的製作公司艾尼克斯合併，改名為史克威尔艾尼克斯。史克威尔艾尼克斯於2004年11月11日在Game Boy Advance推出了《王國之心 記憶之鍊》。遊戲的故事劇情是介於《王國之心》和《王國之心II》之間發生的事情。遊戲系統亦改以動作形式透過收集卡片來進行戰鬥穿梭迷宮之間並打敗各式各樣的敵人。

## 故事
自小在命运岛长大的三位好友索拉、里克和凯莉一同造了一艘木筏，准备离开小岛，探索未知的世界。在计划出航的前一天晚上，命运岛遭到无心袭击，里克和凯莉也突然消失。索拉意外获得了能够对抗无心的武器「钥刃」，但无力阻止无心吞噬命运岛。与此同时，随着无心不断出现，米奇国王不得不离开自己的世界，亲自出马解决此事。国王在信中交代了唐老鸭和高飞一项使命：找到能够守护世界免遭黑暗的侵蚀的“钥刃”，并和拥有钥刃的人一起行动。唐老鸭和高飞搭乘积木船来到了交叉镇，并遇到了因世界毁灭而流落至此的索拉。三人决定结伴踏上冒险之旅：唐老鸭和高飞的目标是寻找失踪的米奇；而索拉的目标是寻找凯莉和里克。三人途经各个世界，并锁上世界的“钥匙孔”，保护世界的心不被无心吞噬。与此同时，以梅尔菲森特为首的迪士尼反派们，为了打开通往“王国之心”的最后一个钥匙孔，四处搜寻七位“光之公主”。“王国之心”是蕴藏着无穷知识和力量的宝库，更是所有的心的源泉。梅尔菲森特找到了里克，并让他误以为索拉背叛了他，成功说服他听命于自己。
索拉和他的朋友们最终来到了梅尔菲森特的大本营「虚空城」。里克早已在此等候，他轻而易举地取走了索拉的钥刃，表示自己才是钥刃的真正主人，而索拉不过是临时保管者而已。尽管心有不舍，唐老鸭和高飞为了遵循国王的命令，还是离开了索拉，与里克一起行动。索拉后来直面里克，告诉里克自己的力量来自与朋友们相连的心。索拉的话触动了唐老鸭和高飞，二人回到了索拉身边，钥刃也重新回到索拉手中。三人打败梅尔菲森特后，索拉找到了昏迷的凯莉的身体，并再度与里克对峙。此时的里克已被安塞姆附体。安塞姆的目标是打开通往王国之心的道路，梅尔菲森特同样受到了安塞姆的操纵。安塞姆表示，凯莉就是第七位公主，命运岛被毁后，她的心转移到了索拉的体内。击败被附身的里克后，索拉用安塞姆打造的能打开人之心的钥刃刺穿自己的身体，释放了他和凯莉的心。凯莉的心回到了她的身体，最后一个钥匙孔也得以完成，而索拉则变成了无心。然而，凯莉认出了索拉变成的无心，她心中的光使索拉恢复了人形。
索拉一行人冒险前往「世界的尽头」，那是一片由被无心摧毁的世界的碎片拼凑成的世界。在王国之心的门扉前，众人与安塞姆对峙。安塞姆不敌索拉，但他相信门后隐藏着黑暗的源头，呼唤门扉帮助自己。门扉开启后，门后出现的光芒却将安塞姆消灭。米奇和里克也在门后，在众人协助下，索拉和米奇在门两侧用钥刃关闭了门扉。随着被无心夺走的世界逐渐恢复，命运岛也重新出现了。凯莉回到了岛上，而索拉却不得不和她分开。故事的最后，索拉、唐老鸭和高飞决心找到里克和米奇。

## 登場人物
索拉（Sora）
- 聲：入野自由

14歲。
遊戲的主角，一直與朋友居住在命運之島的男孩子。但有一天，無心者（Heartless）襲擊和毀滅了命運小島，由此開始了他的冒險之旅，索拉在交叉鎮得知自己是鑰刀的擁有者，並得到了唐老鸭與高飛的協助。
洛克薩斯（Roxas）是由Sora四字重組再在中間加上X字，是索拉的無形者。
名字的由來是日语中天空（[そら] 错误：{{Lang}}：无效参数：|3=（帮助））的发音。
里克（Riku）
- 聲：宮野真守

15歲。
索拉的童年好友，他總是對未知的事物存有很强的好奇心，不知是什麼時候他開始對一直以來居住的這個渺小，封閉的世界有疑问，並打算做木筏向島外邊出發。在命運小島被毀滅后，索拉和他失散，下落不明。
名字的由來是陸（[りく] 错误：{{Lang}}：无效参数：|3=（帮助））
凱莉（Kairi）
- 聲：內田莉紗

14歲。
遊戲的女主角，在小時候因特別原因來到命運小島，身份有很多謎團，雖具有柔弱的外表，但她的個性實是頑强不屈。在命運小島被毀滅後，索拉和她失散，下落不明。
娜米妮（Naminé）是凱莉的無形者。
名字的由來是浬（[かいり] 错误：{{Lang}}：无效参数：|3=（帮助））
唐老鴨（Donald Duck）
- 聲：山寺宏一

迪士尼眾所周知的角色，在遊戲中是迪士尼城堡（Disney Castle）宮廷法師，武器為法杖，後來收到國王的信件，與高飛出發尋找持有鍵匙刃的勇者，並在交叉镇（Traverse Town）與索拉相遇，随後為尋找國王一起行動。
高飛（Goofy）
- 聲：島香裕

迪士尼眾所周知的角色，在遊戲中是迪士尼城堡（Disney Castle）宮廷騎士，武器為盾，後來收到國王的信件，與唐老鴨出發尋找持有鍵匙刃的勇者，並在交叉镇（Traverse Town）與索拉相遇，随後為尋找國王一起行動。
國王（The King），即米奇（Mickey）
- 聲：青柳隆志

迪士尼眾所周知的角色，在遊戲中是迪士尼島（Disney Castle）的國王。在看到星星不斷消失之後他就起程去尋找原因，下落不明。
王后（The Queen），即米妮（Minnie）
- 聲：水谷優子

在遊戲中，從國王離開後，為迪士尼島的皇后，一直在迪士尼城堡暫代國王政務，等候著國王回歸。
吉米尼（Jiminy Cricket）
- 聲：肝付兼太

由於自己的世界被滅，一直伴隨著索拉三人組在一起，負責記錄索拉一行人的一切，並管有筆記本。
梅爾菲森特（Maleficent）
- 聲：澤田敏子

迪士尼動畫《睡美人》的角色，遊戲中似乎在妨礙索拉一行人行動，她的目的是……
安森（Ansem）
- 聲：大冢明夫

致力研究心、“無心者”和黑暗的賢者。後來為了到世界之心做進一步的研究，他把自己的世界毀滅了……
玩家可於遊戲中獲得他的報告書。
尤菲（Yuffie Kisaragi）
《最终幻想VII》的角色，握有巨大手裏劍的活潑忍者，在遊戲中出現在交叉鎮，向索拉解釋一切。
里昂（Leon）
《最终幻想VIII》的角色，在遊戲中出現在交叉鎮，引導著索拉。

## 主要名詞
- 世界/星（Worlds/Stars）

世界以前是緊緊連接在一起的，但人們為了爭奪光明，由此爆發了一場圍繞王國之心的浩大戰爭，所有人都被捲進去，結果世界被黑暗所籠罩和分割，僅存的世界為了不再爆發戰爭，用光之壁將自己的世界包圍，令各個世界没有任何通道來往，因此後來需要積木船或暗之回廊來往各個世界。
世界分為三種—光之世界，暗之世界和夾縫世界，它們有各自的物理法則。
- 心（Hearts）

所有生命都是由是由肉體、靈魂和心三種元素組成的，世界和人也是有心的，失去了靈魂的生命就會死亡。
- 無心者（Heartless）

是王國之心系列的主要敵人，從很久以前就一直存在於各個世界，所有生命（包括星）被奪去心後，心中的暗會具現化，形成無心者，而心則會陷入暗之世界。各種無心者也有不同形態、能力、技術、裝備、生命等。搶奪心並有增殖能力。野生的無心者智商幾乎為0。
無心者是一種沒有心的“生物”，根據安森報告（Ansem's Report），它們只會按照本能行動---即奪取其他生物的心，它們的最终目的是奪取星的心。
遊戲中有兩種無心者，一種是脆弱的心被自己的“暗”吞沒生成的無心者，另外一種是人工制造出的無心者(身上有“無心”標誌，遊戲中稱作“emblem”，纹章)。但是即使是人工造出的無心者，他們也不會服從任何命令。沒有心的生命只能順從自己的本能行動。
但是有一種例外，即假如生物按照自己的意識捨棄了肉體和靈魂，那麼這個生物即使變成無心者，他的意識還會保留。
- 鑰刀（Keyblade）

索拉的武器，鑰刀是被選者擁有的武器，如索拉的鑰刀。要擁有鑰刀必要條件是有「堅強的心靈」，不論光明還是黑暗。鑰刀能夠打開及關閉任何的鎖，即使被他人搶走，也能因召喚而回到召喚者。而傳說中的X刃更是多位英雄想獲得的。
主要分為兩種，一種是可以封印通往世界之心大門和釋放無心者的心的鑰刀（如：索拉、米奇），另一種是可以奪走生物的心的鑰刀（如，kh1的利庫），使其變成無心者。
普通人要成為鑰刀的持有者，要由鑰刀大師（Keyblade Master）進行繼承儀式，並由鑰刀自己選擇。
- 召喚石（Summon Gem）

一種具有神秘力量的水晶，遊戲中索拉得到召喚石後和魔法老奶奶談話，就可以習得相應的召喚魔法。
當某個世界的心被“無心者”吞噬以後，它的一些住民有十分堅强的心，不願意和這個世界一起消失，就會變成召喚石。他們的靈魂就保存在召喚石中。（如：kh1的獅子王辛巴）
- 積木船（Gummi Ship）

積木船是往返於不同世界的主要工具，其材料是漂浮在宇宙中的隕石(米奇國王稱其為“積木”)，主要材料為khbbs的星之碎片。
- 公主 （Princesses）

七位擁有純粹光之心的女性，支撐著光之世界，要完成虛空城的鑰孔，就必須獲得7個公主的心並讓她們和鎖孔產生共鳴。
這7個公主指的分别是“愛麗絲夢遊仙境”中的愛麗絲、“灰姑娘”中的仙度瑞拉、“白雪公主和7個小矮人”中的白雪公主、“阿拉丁”中的茉莉公主、“睡美人”中的奧蘿拉、“美女與野獸”中的貝兒和凱莉（kairi）。
- 帕朴果（Paopu Fruit）

命運島的特產。傳說假如兩個人分享了這種果實以後就會長相廝守，永遠不分開。
- 王國之心（Kingdom Hearts）

無心者安森追求的王國之心是世界的心匯合體，他認為王國之心內是無窮無盡的黑暗力量……

## FINAL MIX
《王國之心 FINAL MIX》是以美版的《王國之心》作為基礎，新加入英語語音及各種新要素後重新推出的加强版本。2002年12月26日在日本發售。主要更新如下:
- 改為英語語音

希利祖奧士文 (Haley Joel Osment)聲演主角索拉等豪華配音。
- 主題歌更改

以「光」換上英語歌詞的新曲「Simple And Clean」。
- 難易度的選擇

新加入初心者向的Beginner、普通的FINAL MIX以及高手向的Proud3類難易度
- 新加敵人

『最終幻想VII』的薩菲羅斯與黑衣的謎之男子（傑姆那斯，在王國之心 II登場）
- 新加劇情

加深對故事的理解，例如加入克勞德對薩菲羅斯等
- 音楽追加

收錄DigiCube的預約特典CD「ADDITIONAL TRACKS」。
- 變更無心者的texture
- 新加積木船任務
- 戰鬥的平衡調整
- 視覺鏡頭調整
- 新加略過劇情機能（Continue時）
- 新加隱藏片段「Another Side, Another Story 【deep dive】」

## 相關作品
- 《王國之心 Ultimate Mania 增強修訂版》
  - 2004年12月17日，ISBN 4-7575-1349-6
- 漫畫“王國之心”（由天野四郎和 Famitsu PS2 連載）（2003-2005）
  - 第1卷，2003 年10月25日，ISBN 4-7577-1657-5
  - 第2卷，2004 年4 月24日，ISBN 4-7577-1845-4
  - 第3卷，2004年11月25日，ISBN 4-7577-2072-6
  - 第4卷，2005 年1月31日，ISBN 4-7577-2187-0
- 漫畫《Kingdom Hearts FINAL MIX》——史克威爾艾尼克斯發行的新版本，取代了絕版的Enterbrain。
  - 第1卷，2006年12月22日，ISBN 4-7575-1833-1
  - 第2卷，2007 年1月22日，ISBN 978-4-7575-1923-7
  - 第3卷，2007 年3月22日，ISBN 978-4-7575-1947-3
- 小說《王國之心》（作者：金卷智子，圖片：天野四郎）
  - 第1卷，2005 年6月30日，ISBN 4-7575-1468-9
  - 第2卷，2005 年7月29日，ISBN 4-7575-1495-6
- 《王国之心原声大碟 Complete》（2007年）

## 外部連結
- 王國之心 FINAL MIX+ 官方網站(Square-Enix) （页面存档备份，存于）
- 王國之心系列 官方網站(Disney) （页面存档备份，存于）
- 王国之心专题 （页面存档备份，存于）